# Kenneth Cranham
Kenneth Cranham (Dunfermline, 12 dicembre 1944) è un attore britannico.

## Biografia
Nato in Scozia da padre inglese e da madre scozzese, è stato sposato dal 1974 al 1978 con l'attrice Diana Quick, lasciata per l'attrice Charlotte Cornwell, dalla cui relazione è nata una figlia, Nancy.
In seguito ha sposato l'attrice Fiona Victory, ma il loro matrimonio finì con un divorzio. Hanno avuto una figlia, Kathleen.

## Carriera
Ha studiato presso il National Youth Theatre e successivamente nella Royal Academy of Dramatic Art.
Ha iniziato la sua carriera verso la fine degli anni sessanta e ha preso parte in oltre cento lungometraggi cinematografici, tra cui il film horror Hellbound: Hellraiser II - Prigionieri dell'Inferno (nel ruolo del mostruoso Cenobita Channard) e Un'ottima annata - A Good Year con Russell Crowe.

## Filmografia parziale

### Cinema
- Frammenti di paura (Fragment of Fear), regia di Richard C. Sarafian (1970)
- Fratello sole, sorella luna, regia di Franco Zeffirelli (1972)
- Vampira, regia di Clive Donner (1974)
- Chocolat, regia di Claire Denis (1988)
- Hellbound: Hellraiser II - Prigionieri dell'Inferno (Hellbound: Hellraiser II), regia di Tony Randel (1989)
- Innocenza colposa (Under Suspicion), regia di Simon Moore (1991)
- Gangster nº 1 (Gangster No. 1), regia di Paul McGuigan (2000)
- Shiner, regia di John Irvin (2000)
- Trauma, regia di Marc Evans (2004)
- The Pusher (Layer Cake), regia di Matthew Vaughn (2004)
- Un'ottima annata - A Good Year (A Good Year), regia di Ridley Scott (2006)
- Hot Fuzz, regia di Edgar Wright (2007)
- Operazione Valchiria (Valkyrie), regia di Bryan Singer (2008)
- We Want Sex (Made in Dagenham), regia di Nigel Cole (2010)
- 5 Days of War, regia di Renny Harlin (2011)
- Closed Circuit, regia di John Crowley (2013)
- Hercules - La leggenda ha inizio (Hercules: The Legend Begins), regia di Renny Harlin (2014)
- Maleficent, regia di Robert Stromberg (2014)
- Le stelle non si spengono a Liverpool (Film Stars Don't Die in Liverpool), regia di Paul McGuigan (2017)
- L'ombra di Stalin (Mr. Jones), regia di Agnieszka Holland (2019)

### Televisione
- Coronation Street – serial TV, 4 puntate (1968)
- Crown Court – serie TV, 6 episodi (1973-1982)
- Danger UXB – serie TV, 9 episodi (1979)
- The Bell – serie TV, 4 episodi (1982)
- Shine on Harvey Moon – serie TV, 29 episodi (1982-1985)
- Heart of the High Country – serie TV, 6 episodi (1985)
- A Sort of Innocence – serie TV, 6 episodi (1987)
- Rules of Engagement, regia di Rob Walker – miniserie TV (1989)
- Casualty – serie TV, episodio 5x13 (1990)
- Our Mutual Friend, regia di Julian Farino – miniserie TV (1998)
- Without Motive – serie TV, 12 episodi (2000-2001)
- Roma (Rome) – serie TV, 8 episodi (2005)
- Merlin – serie TV, episodio 1x07 (2008)
- Tess dei d'Urberville (Tess of the D'Urbervilles), regia di David Blair – miniserie TV (2008)
- Miss Marple (Agatha Christie's Marple) – serie TV, episodio 4x01 (2008)
- Delitti in Paradiso (Delitti in Paradiso) – serie TV, episodio 2x02 (2013)
- In the Flesh – serie TV, 4 episodi (2013-2014)
- 37 Days, regia di Justin Hardy – miniserie TV (2014)
- Guerra e pace (War & Peace), regia di Tom Harper – miniserie TV (2016)
- The White Princess, regia di Jamie Payne e Alex Kalymnios – miniserie TV (2017)
- The Spanish Princess – miniserie TV (2019)
- Hatton Garden, regia di Paul Whittington – miniserie TV (2019)
- Finding Alice – serie TV, 6 episodi (2021)
- Strike – serie TV, episodio 5x03 (2022)

## Doppiatori italiani
Nelle versioni in italiano dei suoi film, Kenneth Cranham è stato doppiato da:
- Bruno Alessandro in Operazione Valchiria, We Want Sex, The White Princess, Le stelle non si spengono a Liverpool
- Giorgio Lopez in Shiner, A.D. - La Bibbia continua
- Rino Bolognesi in Hellbound: Hellraiser II - Prigionieri dell'Inferno
- Michele Gammino in Innocenza colposa
- Cesare Barbetti in The Pusher
- Stefano De Sando in Un'ottima annata - A Good Year
- Pietro Biondi in Roma
- Manlio De Angelis in Trauma
- Claudio Fattoretto in Merlin
- Dario Penne in Delitti in Paradiso
- Carlo Valli in Hercules - La leggenda ha inizio
- Omero Antonutti in Maleficent
- Michele Gammino in Strike